# Chusquea mimosa
Chusquea mimosa är en gräsart som beskrevs av Mcclure och Lyman Bradford Smith. Chusquea mimosa ingår i släktet Chusquea och familjen gräs. Utöver nominatformen finns också underarten C. m. australis.